# Paradorydium paradoxus
Paradorydium paradoxus är en insektsart som beskrevs av Herrich-schaeffer 1837. Paradorydium paradoxus ingår i släktet Paradorydium och familjen dvärgstritar. Inga underarter finns listade i Catalogue of Life.